# Martine Welfler
Martine Welfler (* 27. Oktober 1991) ist eine norwegische Handballspielerin, die dem Kader der norwegischen Beachhandballnationalmannschaft angehört.

## Karriere
Martine Welfler gab im Alter von 18 Jahren für Gjerpen IF ihr Debüt in der höchsten norwegischen Spielklasse. In der Saison 2009/10 erzielte die Kreisläuferin 19 Treffer in 15 Partien. Nachdem Welfler mit Gjerpen 2010 in die 1. divisjon abstieg, erzielte sie in der darauffolgenden Spielzeit 55 Treffer in 26 Spielen. Anschließend lief Welfler drei Jahre für den Zweitligisten Bækkelagets SK auf, bevor sie sich im Jahre 2014 Njård IF anschloss. 2016 fusionierte die Elitemannschaften von Njård IF und Ullern IF zu Aker Topphåndball, für den sie fortan auflief. In der Saison 2017/18 ging sie für den Erstligisten Oppsal IF auf Torejagd. Nachdem Welfer in der darauffolgenden Spielzeit für Bækkelagets SK in der vierthöchsten Spielklasse aufgelaufen war, kehrte sie im August 2019 zu Oppsal IF zurück. Ein Jahr später kehrte sie wiederum zu Bækkelagets SK zurück, der zwischenzeitig in die dritthöchste Spielklasse aufstieg.
Welfler nahm mit der norwegischen Beachhandballnationalmannschaft an den World Games 2013 teil und gewann dort die Bronzemedaille. Bei den Beachhandball-Weltmeisterschaften 2014 und 2016 gewann sie zwei weitere Bronzemedaillen. Im Jahre 2017 gewann sie bei der Beachhandball-Europameisterschaft die Goldmedaille. Im selben Jahr nahm sie ein weiteres Mal an den World Games teil. Ein Jahr später stand Welfler im Finale der Beachhandball-WM, das Norwegen im Shootout gegen Griechenland verlor. Weiterhin belegte sie bei der Beachhandball Euro 2019 den sechsten Platz. Welfler nahm 2022 ein drittes Mal an den World Games teil und gewann die Silbermedaille.
Welfler gewann im Jahr 2022 mit der Mannschaft von Ullern die norwegische Beachhandballmeisterschaft.